# 묘성 증후군
묘성 증후군(猫聲症候群, 프랑스어: Cri du chat syndrome) 또는 고양이 울음 증후군(영어: Cat's cry syndrome) 또는 5번 염색체 결실 증후군(chromosome 5p deletion syndrome, 5p minus syndrome), 또는 르죈 증후군(Lejeune’s syndrome)은 5번 염색체의 일부가 결실되어 일어나는 드문 유전병이다. 명칭은 이 병에 걸린 아동이 고양이의 울음소리를 내는 데서 비롯되었다. 1963년에 프랑스의 유전학자 제롬 르죈이 발견했다. 신생아 50000명당 1명 꼴로 발생하며, 인종에 따른 차이는 없다. 4:3 비율로 여아에게 더 많이 발병한다.

## 증상
‘묘성 증후군’은 이 증후군이 발병한 영아의 후두와 신경계에 문제가 생겨서, 울음소리가 새끼 고양이처럼 변하기 때문에 붙은 이름이다. 발병한 영아의 ⅓ 가량은 2세가 되기 전에 고양이 소리가 없어진다. 그 외 묘성 증후군의 증상은 다음과 같다.
- 삼키고 빠는 능력이 저하되어 먹는 데 문제가 생김.
- 저체중아로 태어나며, 발육이 부진함.
- 인지능력, 언어능력, 운동신경의 심각한 지체.
- 활동항진증, 공격성, 울화증, 반복행동과 같은 행동 장애.
- 시간이 흐르면서 변하는 특이한 얼굴형.
- 과도한 유연(流涎)현상.
- 변비 증세.

그 외에도 저혈압, 소두증, 이정표의 지연, 부푼 볼살과 둥근 얼굴, 양안격리증, 내안각췌피, 아래쪽으로 비스듬한 눈꺼풀틈, 사시, 평평한 콧날비량, 아래로 처진 입, 소하악증, 짧은 손가락, 원선, 심실중격결손증(VSD), 심방중격결손증(ASD), 동맥관개존증(PDA), 팔로의 사징후 등의 특징이 나타날 수 있다. 묘성 증후군은 가임이기 때문에, 아이는 낳을 수 있다.